# ETB 4
ETB 4 é  o quarto canal de Euskal Telebista (ETB), a televisão pública do País Basco. O canal tinha previsto lançar ao ar em 2009, mas devido às restrições orçamentas que impôs a crise económica produzida na Eurozona, se decidiu postergar seu lançamento até fins de 2011 sem que se chegasse a especificar. Em seu lugar lançou-se ao ar ETB K / Sat em setembro de 2011, um canal que baseando na programação de ETB Sat incorpora programas desportivos específicos. O 29 de outubro de 2014, poucos dias após o Dividendo Digital, ETB K / Sat foi substituído por ETB 4 sem prévio aviso.